# Oscar al millor actor secundari
L'Oscar al millor actor secundari és una de les categories dels Premis Oscar que anualment entrega l'Acadèmia de les Arts i les Ciències Cinematogràfiques a Los Angeles, Califòrnia. El premi reconeix a l'actor que ha efectuat la millor interpretació de suport de tota la indústria cinematogràfica. Els actors són nominats pels membres de l'Acadèmia que també són actors però, els guanyadors surten elegits dels vots de tots els membres de l'Acadèmia. Amb el sistema actual, un actor és nominat per una representació específica d'una sola pel·lícula i tals nominacions estan limitades a cinc per any.

## Història
En els últims 78 anys, l'Acadèmia ha atorgat un total de 78 Premis al Millor Actor Secundari a 70 actors diferents. Els guanyadors d'aquesta categoria reben la familiar estatueta daurada Oscar, que representa a un cavaller armat amb una espasa esperant dempeus sobre un rotlle de pel·lícula de cinc radis. Cada radi simbolitza una de les cinc branques originals de l'Acadèmia: actors, guionistes, directors, productors i tècnics. Tanmateix, en les primeres edicions fins al 1943 els guanyadors d'aquesta categoria rebien una placa commemorativa. El primer guanyador va ser Walter Brennan, l'any 1936, amb la seva interpretació a Come and Get It.
Fins a la Vuitena cerimònia dels Oscars (1935), les nominacions pel Premi al Millor Actor pretenien incloure a tots els actors, tant si la seva interpretació era d'un paper principal com secundari. No obstant això, a partir de la Novena cerimònia dels Premis (1936) es va incloure la categoria al millor actor secundari com un premi diferent després de diversos comentaris que expressaven el seu disgust amb la classificació, ja que es creia que afavoria a les interpretacions principals que comptaven amb més temps de pantalla. Malgrat tot, Lionel Barrymore va rebre el premi com a Millor Actor (A Free Soul, 1931) i Franchot Tone una nominació per a la mateixa categoria (Rebel·lió a bord, 1935) amb unes interpretacions clarament secundàries. Actualment, els Premis d'actuació presentats anualment per l'Acadèmia de les Arts i les Ciències Cinematogràfiques són quatre: l'Oscar al millor actor, l'Oscar a la millor actriu, l'Oscar al millor actor secundari i l'Oscar a la millor actriu secundària.
Walter Brennan, el guanyador de la gala inaugural d'aquest premi l'any 1936, és l'únic actor que ha guanyat en aquesta categoria tres vegades (de quatre nominacions). Cinc actors han guanyat dos cops: Anthony Quinn, Melvyn Douglas, Michael Caine, Peter Ustinov i Jason Robards. Robards va ser l'única persona que va guanyar l'Oscar al Millor Actor Secundari de forma consecutiva per Tots els homes del President (1976) i  Julia (1977).
Claude Rains, Arthur Kennedy, Robert Duvall i Jeff Bridges comparteixen el major nombre de nominacions sense èxit (quatre cada un). Els únics altres actors que han obtingut quatre nominacions han estat Walter Brennan (que va guanyar tres vegades) i Jack Nicholson (que va guanyar una estatueta). Charles Bickford, Charles Durning, Ed Harris i Al Pacino tenen cada un tres nominacions de les quals no n'han aconseguit cap premi.
Cal destacar que l'any 1944, per un caprici de la votació, Barry Fitzgerald va esdevenir l'únic actor nominat en les dues categories d'actor, el Millor Actor Principal i el Millor Actor Secundari, amb la mateixa interpretació a Going My Way (Avui en dia els estudis decideixen en quina categoria volen que un actor competeixi). Robert De Niro (per El Padrí II) i Benicio del Toro (qui va aconseguir l'Oscar per Traffic) són els dos únics guanyadors per una interpretació en un idioma estranger en aquesta categoria.
Heath Ledger va esdevenir l'any 2009, el primer actor a rebre el premi de forma pòstuma.

## Guanyadors i nominats
En les llistes que segueixen, el guanyador del premi es mostra en primer lloc i en negreta, el segueixen els altres nominats. Cada entrada individual mostra el nom de l'actor seguit pel títol de la pel·lícula i el nom del personatge que interpretava. Seguint la pràctica de l'Acadèmia, les pel·lícules detallades en la llista estan classificades segons l'any de la seva nominació oficial a Los Angeles el qual és, normalment, l'any de la seva estrena.

### Dècada del 1930
| Any                | Actor                        | Pel·lícula                       | Paper |
| ------------------ | ---------------------------- | -------------------------------- | ----- |
| 1936               |                              |                                  |       |
| Walter Brennan     | Come and Get It              | Swan Bostrom                     |       |
| Mischa Auer        | My Man Godfrey               | Carlo                            |       |
| Stuart Erwin       | Pigskin Parade               | Amos Dodd                        |       |
| Basil Rathbone     | Romeo and Juliet             | Tybalt                           |       |
| Akim Tamiroff      | The General Died at Dawn     | General Yang                     |       |
| 1937               |                              |                                  |       |
| Joseph Schildkraut | The Life of Emile Zola       | Capità Alfred Dreyfus            |       |
| Ralph Bellamy      | La terrible veritat          | Dan Leeson                       |       |
| Thomas Mitchell    | Huracà sobre l'illa          | Dr. Kersaint                     |       |
| H. B. Warner       | Horitzons perduts            | Chang                            |       |
| Roland Young       | Topper                       | Cosmo Topper                     |       |
| 1938               |                              |                                  |       |
| Walter Brennan     | Kentucky                     | Peter Goodwin                    |       |
| John Garfield      | Four Daughters               | Mickey Borden                    |       |
| Gene Lockhart      | Algiers                      | Regis                            |       |
| Robert Morley      | Maria Antonieta              | Lluís XVI de França              |       |
| Basil Rathbone     | If I Were King               | Lluís XI de França               |       |
| 1939               |                              |                                  |       |
| Thomas Mitchell    | Stagecoach                   | Doc Boone                        |       |
| Brian Aherne       | Juarez                       | Emperador Maximilià von Habsburg |       |
| Harry Carey        | Mr. Smith Goes to Washington | President del Senat              |       |
| Brian Donlevy      | Beau Geste                   | Sergent Markoff                  |       |
| Claude Rains       | Mr. Smith Goes to Washington | Senador Joseph Paine             |       |

### Dècada del 1940
| Any                | Actor                              | Pel·lícula                     | Paper |
| ------------------ | ---------------------------------- | ------------------------------ | ----- |
| 1940               |                                    |                                |       |
| Walter Brennan     | El foraster                        | Jutge Roy Bean                 |       |
| Albert Bassermann  | Enviat especial                    | Van Meer                       |       |
| William Gargan     | Sabien què volien                  | Joe                            |       |
| Jack Oakie         | The Great Dictator                 | Benzino Napaloni               |       |
| James Stephenson   | La carta                           | Howard Joyce                   |       |
| 1941               |                                    |                                |       |
| Donald Crisp       | Que verda era la meva vall         | Gwilym Morgan                  |       |
| Walter Brennan     | El sergent York                    | Pastor Rosier Pile             |       |
| Charles Coburn     | The Devil and Miss Jones           | John P. Merrick                |       |
| James Gleason      | Here Comes Mr. Jordan              | Max Corkle                     |       |
| Sydney Greenstreet | El falcó maltès                    | Kasper Gutman                  |       |
| 1942               |                                    |                                |       |
| Van Heflin         | Johnny Eager                       | Jeff Hartnett                  |       |
| William Bendix     | Wake Island                        | Aloysius K. 'Smacksie' Randall |       |
| Walter Huston      | Yankee Doodle Dandy                | Jere Cohan                     |       |
| Frank Morgan       | Tortilla Flat                      | Pirata                         |       |
| Henry Travers      | Mrs. Miniver                       | Sr. Ballard                    |       |
| 1943               |                                    |                                |       |
| Charles Coburn     | The More the Merrier               | Benjamin Dingle                |       |
| Charles Bickford   | The Song of Bernadette             | Pare Dominique Peyramale       |       |
| J. Carrol Naish    | Sahara                             | Giuseppe                       |       |
| Claude Rains       | Casablanca                         | Capità Renault                 |       |
| Akim Tamiroff      | For Whom the Bell Tolls            | Pablo                          |       |
| 1944               |                                    |                                |       |
| Barry Fitzgerald   | Going My Way                       | Pare Fitzgibbon                |       |
| Hume Cronyn        | The Seventh Cross                  | Paul Roeder                    |       |
| Claude Rains       | Mr. Skeffington                    | Job Skeffington                |       |
| Clifton Webb       | Laura                              | Waldo Lydecker                 |       |
| Monty Woolley      | Since You Went Away                | Coronel William G. Smollett    |       |
| 1945               |                                    |                                |       |
| James Dunn         | Un arbre creix a Brooklyn          | Johnny Nolan                   |       |
| Michael Chekhov    | Spellbound                         | Dr. Alexander "Alex" Brulov    |       |
| John Dall          | The Corn Is Green                  | Morgan Evans                   |       |
| Robert Mitchum     | The Story of G.I. Joe              | Tinent Capità Bill Walker      |       |
| J. Carrol Naish    | A Medal for Benny                  | Charley Martin                 |       |
| 1946               |                                    |                                |       |
| Harold Russell     | Els millors anys de la nostra vida | Homer Parrish                  |       |
| Charles Coburn     | The Green Years                    | Alexander "Dandy" Gow          |       |
| William Demarest   | The Jolson Story                   | Steve Martin                   |       |
| Claude Rains       | Notorious                          | Alexander Sebastian            |       |
| Clifton Webb       | The Razor's Edge                   | Elliott Templeton              |       |
| 1947               |                                    |                                |       |
| Edmund Gwenn       | Miracle on 34th Street             | Kris Kringle                   |       |
| Charles Bickford   | The Farmer's Daughter              | Joseph Clancey                 |       |
| Thomas Gomez       | Ride the Pink Horse                | Pancho                         |       |
| Robert Ryan        | Foc creuat                         | Montgomery                     |       |
| Richard Widmark    | Kiss of Death                      | Tommy Udo                      |       |
| 1948               |                                    |                                |       |
| Walter Huston      | El tresor de Sierra Madre          | Howard                         |       |
| Charles Bickford   | Johnny Belinda                     | Black McDonald                 |       |
| José Ferrer        | Joan of Arc                        | Carles VII de França           |       |
| Oskar Homolka      | Mai l'oblidaré                     | Oncle Chris                    |       |
| Cecil Kellaway     | The Luck of the Irish              | Horace                         |       |
| 1949               |                                    |                                |       |
| Dean Jagger        | Twelve O'Clock High                | Major Harvey Stovall           |       |
| John Ireland       | All the King's Men                 | Jack Burden                    |       |
| Arthur Kennedy     | Champion                           | Connie Kelly                   |       |
| Ralph Richardson   | The Heiress                        | Dr. Arthur Sloper              |       |
| James Whitmore     | Battleground                       | Sergent Kinnie                 |       |

### Dècada del 1950
| Any                | Actor                        | Pel·lícula                        | Paper |
| ------------------ | ---------------------------- | --------------------------------- | ----- |
| 1950               |                              |                                   |       |
| George Sanders     | Tot sobre Eva                | Addison De Witt                   |       |
| Jeff Chandler      | Fletxa trencada              | Cochise                           |       |
| Edmund Gwenn       | Mister 880                   | "Skipper" Miller                  |       |
| Sam Jaffe          | La jungla d'asfalt           | Dr. Erwin Riedenschneider         |       |
| Erich von Stroheim | Sunset Boulevard             | Max von Meyerling                 |       |
| 1951               |                              |                                   |       |
| Karl Malden        | A Streetcar Named Desire     | Harold "Mitch" Mitchell           |       |
| Leo Genn           | Quo Vadis                    | Petroni                           |       |
| Kevin McCarthy     | La mort d'un viatjant        | Biff Loman                        |       |
| Peter Ustinov      | Quo Vadis                    | Neró                              |       |
| Gig Young          | Come Fill the Cup            | Boyd Copeland                     |       |
| 1952               |                              |                                   |       |
| Anthony Quinn      | Viva Zapata!                 | Eufemio Zapata                    |       |
| Richard Burton     | My Cousin Rachel             | Philip Ashley                     |       |
| Arthur Hunnicutt   | Riu de sang                  | Zeb Calloway/Narrador             |       |
| Victor McLaglen    | The Quiet Man                | Will "Red" Danaher                |       |
| Jack Palance       | Sudden Fear                  | Lester Blaine                     |       |
| 1953               |                              |                                   |       |
| Frank Sinatra      | D'aquí a l'eternitat         | Angelo Maggio                     |       |
| Eddie Albert       | Vacances a Roma              | Irving Radovich                   |       |
| Brandon deWilde    | Arrels profundes             | Joey Starrett                     |       |
| Jack Palance       | Arrels profundes             | Jack Wilson                       |       |
| Robert Strauss     | Stalag 17                    | Sergent Stanislas "Animal" Kasava |       |
| 1954               |                              |                                   |       |
| Edmond O'Brien     | La comtessa descalça         | Oscar Muldoon                     |       |
| Lee J. Cobb        | La llei del silenci          | Johnny Friendly                   |       |
| Karl Malden        | La llei del silenci          | Pare Barry                        |       |
| Rod Steiger        | La llei del silenci          | Charley "The Gent" Malloy         |       |
| Tom Tully          | El motí del Caine            | Comandant DeVriess                |       |
| 1955               |                              |                                   |       |
| Jack Lemmon        | Escala a Hawaii              | Frank Thurlowe Pulver             |       |
| Arthur Kennedy     | Trial                        | Barney Castle                     |       |
| Joe Mantell        | Marty                        | Angie                             |       |
| Sal Mineo          | Rebel sense causa            | John "Plato" Crawford             |       |
| Arthur O'Connell   | Picnic                       | Howard Bevans                     |       |
| 1956               |                              |                                   |       |
| Anthony Quinn      | Van Gogh, la passió de viure | Paul Gauguin                      |       |
| Don Murray         | Bus Stop                     | Beauregard "Bo" Decker            |       |
| Anthony Perkins    | La gran prova                | Josh Birdwell                     |       |
| Mickey Rooney      | The Bold and the Brave       | Dooley                            |       |
| Robert Stack       | Escrit en el vent            | Kyle Hadley                       |       |
| 1957               |                              |                                   |       |
| Red Buttons        | Sayonara                     | Airman Joe Kelly                  |       |
| Vittorio de Sica   | Adéu a les armes             | Major Alessandro Rinaldi          |       |
| Sessue Hayakawa    | El pont del riu Kwai         | Coronel Saito                     |       |
| Arthur Kennedy     | Peyton Place                 | Lucas Cross                       |       |
| Russ Tamblyn       | Peyton Place                 | Norman Page                       |       |
| 1958               |                              |                                   |       |
| Burl Ives          | Grans horitzons              | Rufus Hannassey                   |       |
| Theodore Bikel     | Fugitius                     | Xèrif Max Muller                  |       |
| Lee J. Cobb        | Els germans Karamazov        | Fyodor Karamazov                  |       |
| Arthur Kennedy     | Com un torrent               | Frank Hirsh                       |       |
| Gig Young          | Teacher's Pet                | Dr. Hugo Pine                     |       |
| 1959               |                              |                                   |       |
| Hugh Griffith      | Ben Hur                      | Sheik Ilderim                     |       |
| Arthur O'Connell   | Anatomia d'un assassinat     | Parnell Emmett McCarthy           |       |
| George C. Scott    | Anatomia d'un assassinat     | Claude Dancer                     |       |
| Robert Vaughn      | The Young Philadelphians     | Chester A. "Chet" Gwynn           |       |
| Ed Wynn            | The Diary of Anne Frank      | Albert Dussell                    |       |

### Dècada del 1960
| Any                | Actor                          | Pel·lícula                | Paper |
| ------------------ | ------------------------------ | ------------------------- | ----- |
| 1960               |                                |                           |       |
| Peter Ustinov      | Espàrtac                       | Lèntul Batiat             |       |
| Peter Falk         | Murder, Inc.                   | Abe "Kid Twist" Reles     |       |
| Jack Kruschen      | L'apartament                   | Dr. Dreyfuss              |       |
| Sal Mineo          | Èxode                          | Dov Landau                |       |
| Chill Wills        | El Álamo                       | Beekeeper                 |       |
| 1961               |                                |                           |       |
| George Chakiris    | West Side Story                | Bernardo                  |       |
| Montgomery Clift   | Els judicis de Nuremberg       | Rudolph Petersen          |       |
| Peter Falk         | Un gàngster per a un miracle   | Joy Boy                   |       |
| Jackie Gleason     | El vividor                     | Minnesota Fats            |       |
| George C. Scott    | El vividor                     | Bert Gordon               |       |
| 1962               |                                |                           |       |
| Ed Begley          | Dolç ocell de joventut         | Tom 'Boss' Finley         |       |
| Victor Buono       | Què se n'ha fet, de Baby Jane? | Edwin Flagg               |       |
| Telly Savalas      | L'home d'Alcatraz              | Feto Gomez                |       |
| Omar Sharif        | Lawrence d'Aràbia              | Sherif Ali ibn el Kharish |       |
| Terence Stamp      | La fragata infernal            | Billy Budd                |       |
| 1963               |                                |                           |       |
| Melvyn Douglas     | Hud                            | Homer Bannon              |       |
| Nick Adams         | Twilight of Honor              | Ben Brown                 |       |
| Bobby Darin        | Captain Newman, M.D.           | Caporal Jim Tompkins      |       |
| Hugh Griffith      | Tom Jones                      | Squire Western            |       |
| John Huston        | El cardenal                    | Cardenal Glennon          |       |
| 1964               |                                |                           |       |
| Peter Ustinov      | Topkapi                        | Arthur Simon Simpson      |       |
| John Gielgud       | Becket                         | Lluís VII de França       |       |
| Stanley Holloway   | My Fair Lady                   | Alfred Doolittle          |       |
| Edmond O'Brien     | Seven Days in May              | Senador Raymond Clark     |       |
| Lee Tracy          | El millor                      | Art Hockstader            |       |
| 1965               |                                |                           |       |
| Martin Balsam      | A Thousand Clowns              | Arnold Burns              |       |
| Ian Bannen         | El vol del fènix               | "Ratbags" Crow            |       |
| Tom Courtenay      | Doctor Givago                  | Pasha Antipov             |       |
| Michael Dunn       | El vaixell dels bojos          | Carl Glocken              |       |
| Frank Finlay       | Othello                        | Iago                      |       |
| 1966               |                                |                           |       |
| Walter Matthau     | Un cop de sort                 | Willie Gingrich           |       |
| Mako               | El Iang-tsé en flames          | Po-han                    |       |
| James Mason        | Georgy Girl                    | James Leamington          |       |
| George Segal       | Qui té por de Virginia Woolf?  | Nick                      |       |
| Robert Shaw        | Un home per a l'eternitat      | Enric VIII d'Anglaterra   |       |
| 1967               |                                |                           |       |
| George Kennedy     | La llegenda de l'indomable     | Dragline                  |       |
| John Cassavetes    | Els dotze del patíbul          | Victor P. Franko          |       |
| Gene Hackman       | Bonnie i Clyde                 | Buck Barrow               |       |
| Cecil Kellaway     | Endevina qui ve a sopar        | Monsenyor Mike Ryan       |       |
| Michael J. Pollard | Bonnie i Clyde                 | C.W. Moss                 |       |
| 1968               |                                |                           |       |
| Jack Albertson     | The Subject Was Roses          | John Cleary               |       |
| Seymour Cassel     | Faces                          | Chet                      |       |
| Daniel Massey      | Star!                          | Noël Coward               |       |
| Jack Wild          | Oliver!                        | Artful Dodger             |       |
| Gene Wilder        | Els productors                 | Leo Bloom                 |       |
| 1969               |                                |                           |       |
| Gig Young          | They Shoot Horses, Don't They? | Rocky                     |       |
| Rupert Crosse      | The Reivers                    | Ned                       |       |
| Elliott Gould      | Bob, Carol, Ted i Alice        | Ted Henderson             |       |
| Jack Nicholson     | Easy Rider                     | George Hanson             |       |
| Anthony Quayle     | Anna dels mil dies             | Cardenal Wolsey           |       |

### Dècada del 1970
| Any                   | Actor                                    | Pel·lícula                      | Paper |
| --------------------- | ---------------------------------------- | ------------------------------- | ----- |
| 1970                  |                                          |                                 |       |
| John Mills            | La filla de Ryan                         | Michael                         |       |
| Richard S. Castellano | Lovers and Other Strangers               | Frank Vecchio                   |       |
| Chief Dan George      | Petit gran home                          | Vell Lodge Skins                |       |
| Gene Hackman          | I Never Sang for My Father               | Gene Garrison                   |       |
| John Marley           | Love Story                               | Phil Cavalleri                  |       |
| 1971                  |                                          |                                 |       |
| Ben Johnson           | L'última projecció                       | Sam el Lleó                     |       |
| Jeff Bridges          | L'última projecció                       | Duane Jackson                   |       |
| Leonard Frey          | El violinista a la teulada               | Motel Kamzoil                   |       |
| Richard Jaeckel       | Casta invencible                         | Joe Ben Stamper                 |       |
| Roy Scheider          | French Connection                        | Detectiu Buddy "Cloudy" Russo   |       |
| 1972                  |                                          |                                 |       |
| Joel Grey             | Cabaret                                  | Mestre de cerimònies            |       |
| Eddie Albert          | El trencacors                            | Sr. Corcoran                    |       |
| James Caan            | El Padrí                                 | Sonny Corleone                  |       |
| Robert Duvall         | El Padrí                                 | Tom Hagen                       |       |
| Al Pacino             | El Padrí                                 | Michael Corleone                |       |
| 1973                  |                                          |                                 |       |
| John Houseman         | The Paper Chase                          | Charles W. Kingsfield Jr.       |       |
| Vincent Gardenia      | Bang the Drum Slowly                     | Dutch Schnell                   |       |
| Jack Gilford          | Save the Tiger                           | Phil Greene                     |       |
| Jason Miller          | L'exorcista                              | Pare Damien Karras              |       |
| Randy Quaid           | The Last Detail                          | Larry Meadows                   |       |
| 1974                  |                                          |                                 |       |
| Robert De Niro        | El Padrí II                              | Vito Corleone                   |       |
| Fred Astaire          | El colós en flames                       | Harlee Claiborne                |       |
| Jeff Bridges          | Un botí de 500.000 dòlars                | Lightfoot                       |       |
| Michael V. Gazzo      | El Padrí II                              | Frankie Pentangeli              |       |
| Lee Strasberg         | El Padrí II                              | Hyman Roth                      |       |
| 1975                  |                                          |                                 |       |
| George Burns          | The Sunshine Boys                        | Al Lewis                        |       |
| Brad Dourif           | Algú va volar sobre el niu del cucut     | Billy Bibbit                    |       |
| Burgess Meredith      | El dia de la llagosta                    | Harry Greener                   |       |
| Chris Sarandon        | Tarda negra                              | Leon Shermer                    |       |
| Jack Warden           | Xampú                                    | Lester                          |       |
| 1976                  |                                          |                                 |       |
| Jason Robards         | Tots els homes del president             | Ben Bradlee                     |       |
| Ned Beatty            | Network                                  | Arthur Jensen                   |       |
| Burgess Meredith      | Rocky                                    | Mickey Goldmill                 |       |
| Laurence Olivier      | Marathon Man                             | Dr. Christian Szell             |       |
| Burt Young            | Rocky                                    | Paulie Pennino                  |       |
| 1977                  |                                          |                                 |       |
| Jason Robards         | Julia                                    | Dashiell Hammett                |       |
| Mikhaïl Baríxnikov    | The Turning Point                        | Yuri Kopeikine                  |       |
| Peter Firth           | Equus                                    | Alan Strang                     |       |
| Alec Guinness         | Star Wars episodi IV: Una nova esperança | Obi-Wan Kenobi                  |       |
| Maximilian Schell     | Julia                                    | Johann                          |       |
| 1978                  |                                          |                                 |       |
| Christopher Walken    | El caçador                               | Nikonar "Nick" Chevotarevich    |       |
| Bruce Dern            | Coming Home                              | Capità Bob Hyde                 |       |
| Richard Farnsworth    | Arriba un genet                          | Dodger                          |       |
| John Hurt             | L'Exprés de Mitjanit                     | Max                             |       |
| Jack Warden           | El cel pot esperar                       | Max Corkle                      |       |
| 1979                  |                                          |                                 |       |
| Melvyn Douglas        | Being There                              | Benjamin Turnbull Rand          |       |
| Robert Duvall         | Apocalypse Now                           | Lloctinent coronel Bill Kilgore |       |
| Justin Henry          | Kramer contra Kramer                     | Billy Kramer                    |       |
| Frederic Forrest      | The Rose                                 | Houston Dyer                    |       |
| Mickey Rooney         | The Black Stallion                       | Henry Dailey                    |       |

### Dècada del 1980
| Any                   | Actor                                              | Pel·lícula                   | Paper |
| --------------------- | -------------------------------------------------- | ---------------------------- | ----- |
| 1980                  |                                                    |                              |       |
| Timothy Hutton        | Gent corrent                                       | Conrad Jarrett               |       |
| Judd Hirsch           | Gent corrent                                       | Dr. Tyrone C. Berger         |       |
| Michael O'Keefe       | The Great Santini                                  | Ben Meechum                  |       |
| Joe Pesci             | Toro salvatge                                      | Joey LaMotta                 |       |
| Jason Robards         | Melvin and Howard                                  | Howard Hughes                |       |
| 1981                  |                                                    |                              |       |
| John Gielgud          | Arthur, el solter d'or                             | Hobson                       |       |
| James Coco            | Només quan ric                                     | Jimmy                        |       |
| Ian Holm              | Carros de foc                                      | Sam Mussabini                |       |
| Jack Nicholson        | Rojos                                              | Eugene O'Neill               |       |
| Howard Rollins        | Ragtime                                            | Coalhouse Walker, Jr.        |       |
| 1982                  |                                                    |                              |       |
| Louis Gossett Jr.     | Oficial i cavaller                                 | Sergent Emil Foley           |       |
| Charles Durning       | The Best Little Whorehouse in Texas                | Governador                   |       |
| John Lithgow          | El món segons Garp                                 | Roberta Muldoon              |       |
| James Mason           | Veredicte final                                    | Ed Concannon                 |       |
| Robert Preston        | Victor Victoria                                    | Carroll "Toddy" Todd         |       |
| 1983                  |                                                    |                              |       |
| Jack Nicholson        | La força de la tendresa                            | Garrett Breedlove            |       |
| Charles Durning       | To Be or Not to Be                                 | Coronel Erhardt              |       |
| John Lithgow          | La força de la tendresa                            | Sam Burns                    |       |
| Sam Shepard           | Escollits per a la glòria                          | Chuck Yeager                 |       |
| Rip Torn              | Retorn a Cross Creek                               | Marsh Turner                 |       |
| 1984                  |                                                    |                              |       |
| Haing S. Ngor         | Els crits del silenci                              | Dith Pran                    |       |
| Adolph Caesar         | Història d'un soldat                               | Sergent Waters               |       |
| John Malkovich        | En un racó del cor                                 | Sr. Will                     |       |
| Pat Morita            | The Karate Kid                                     | Sr. Kesuke Miyagi            |       |
| Ralph Richardson      | Greystoke - The Legend of Tarzan, Lord of the Apes | El sisè Earl de Greystroke   |       |
| 1985                  |                                                    |                              |       |
| Don Ameche            | Cocoon                                             | Arthur Selwyn                |       |
| Klaus Maria Brandauer | Out of Africa                                      | Baró Bror von Blixen-Finecke |       |
| William Hickey        | L'honor dels Prizzi                                | Don Corrado Prizzi           |       |
| Robert Loggia         | Al límit de la sospita                             | Sam Ransom                   |       |
| Eric Roberts          | El tren de l'infern                                | Buck                         |       |
| 1986                  |                                                    |                              |       |
| Michael Caine         | Hannah i les seves germanes                        | Elliott Daniels              |       |
| Tom Berenger          | Platoon                                            | Sergent Barnes               |       |
| Willem Dafoe          | Platoon                                            | Sergent Elias                |       |
| Denholm Elliott       | Una habitació amb vista                            | Sr. Emerson                  |       |
| Dennis Hopper         | Més que ídols                                      | Wilbur "Shooter" Flatch      |       |
| 1987                  |                                                    |                              |       |
| Sean Connery          | The Untouchables                                   | Jim Malone                   |       |
| Albert Brooks         | Broadcast News                                     | Aaron Altman                 |       |
| Morgan Freeman        | Street Smart                                       | Leo "Fast Black" Smalls      |       |
| Vincent Gardenia      | Encís de lluna                                     | Cosmo Castorini              |       |
| Denzel Washington     | Cry Freedom                                        | Steve Biko                   |       |
| 1988                  |                                                    |                              |       |
| Kevin Kline           | Un peix anomenat Wanda                             | Otto West                    |       |
| Alec Guinness         | Little Dorrit                                      | William Dorrit               |       |
| Martin Landau         | Tucker: l'home i el seu somni                      | Abe Karatz                   |       |
| River Phoenix         | Running on Empty                                   | Danny Pope                   |       |
| Dean Stockwell        | Married to the Mob                                 | Tony "The Tiger" Russo       |       |
| 1989                  |                                                    |                              |       |
| Denzel Washington     | Temps de glòria                                    | Soldat Silas Trip            |       |
| Danny Aiello          | Do the Right Thing                                 | Sal Frangione                |       |
| Dan Aykroyd           | Tot passejant Miss Daisy                           | Boolie Werthan               |       |
| Marlon Brando         | A Dry White Season                                 | Ian Mackenzie                |       |
| Martin Landau         | Delictes i faltes                                  | Judah Rosenthal              |       |

### Dècada del 1990
| Any                   | Actor                           | Pel·lícula                 | Paper |
| --------------------- | ------------------------------- | -------------------------- | ----- |
| 1990                  |                                 |                            |       |
| Joe Pesci             | Un dels nostres                 | Tommy DeVito               |       |
| Bruce Davison         | Companys inseparables           | David                      |       |
| Andy García           | El Padrí III                    | Vincent Mancini-Corleone   |       |
| Graham Greene         | Ballant amb llops               | Ocell Guia                 |       |
| Al Pacino             | Dick Tracy                      | Alphonse "Big Boy" Caprice |       |
| 1991                  |                                 |                            |       |
| Jack Palance          | Cowboys de ciutat               | Curly Washburn             |       |
| Tommy Lee Jones       | JFK                             | Clay Shaw                  |       |
| Harvey Keitel         | Bugsy                           | Mickey Cohen               |       |
| Ben Kingsley          | Bugsy                           | Meyer Lansky               |       |
| Michael Lerner        | Barton Fink                     | Jack Lipnick               |       |
| 1992                  |                                 |                            |       |
| Gene Hackman          | Sense perdó                     | Bill Daggett               |       |
| Jaye Davidson         | Joc de llàgrimes                | Dil                        |       |
| Jack Nicholson        | Alguns homes bons               | Coronel Nathan R. Jessep   |       |
| Al Pacino             | Èxit a qualsevol preu           | Ricky Roma                 |       |
| David Paymer          | El rei del dissabte a la nit    | Stan                       |       |
| 1993                  |                                 |                            |       |
| Tommy Lee Jones       | El fugitiu                      | Marshall Samuel Gerard     |       |
| Leonardo DiCaprio     | A qui estima, en Gilbert Grape? | Arnie Grape                |       |
| Ralph Fiennes         | La llista de Schindler          | Amon Göth                  |       |
| John Malkovich        | En la línia de foc              | Mitch Leary                |       |
| Pete Postlethwaite    | En el nom del pare              | Giuseppe Conlon            |       |
| 1994                  |                                 |                            |       |
| Martin Landau         | Ed Wood                         | Béla Lugosi                |       |
| Samuel L. Jackson     | Pulp Fiction                    | Jules Winnfield            |       |
| Chazz Palminteri      | Bales sobre Broadway            | Cheech                     |       |
| Paul Scofield         | Quiz Show                       | Mark Van Doren             |       |
| Gary Sinise           | Forrest Gump                    | Lloctinent Dan Taylor      |       |
| 1995                  |                                 |                            |       |
| Kevin Spacey          | Sospitosos habituals            | Roger "Verbal" Kint        |       |
| James Cromwell        | Babe                            | Arthur Hoggett             |       |
| Ed Harris             | Apollo 13                       | Gene Kranz                 |       |
| Brad Pitt             | 12 Monkeys                      | Jeffrey Goines             |       |
| Tim Roth              | Rob Roy                         | Archibald Cunningham       |       |
| 1996                  |                                 |                            |       |
| Cuba Gooding, Jr.     | Jerry Maguire                   | Rod Tidwell                |       |
| William H. Macy       | Fargo                           | Jerry Lundegaard           |       |
| Armin Mueller-Stahl   | Shine                           | Peter Helfgott             |       |
| Edward Norton         | Les dues cares de la veritat    | Aaron Stampler             |       |
| James Woods           | Fantasmes del passat            | Byron De La Beckwith       |       |
| 1997                  |                                 |                            |       |
| Robin Williams        | Good Will Hunting               | Sean Maguire               |       |
| Robert Forster        | Jackie Brown                    | Max Cherry                 |       |
| Anthony Hopkins       | Amistad                         | John Quincy Adams          |       |
| Greg Kinnear          | Millor, impossible              | Simon Bishop               |       |
| Burt Reynolds         | Boogie Nights                   | Jack Horner                |       |
| 1998                  |                                 |                            |       |
| James Coburn          | Aflicció                        | Glen Whitehouse            |       |
| Robert Duvall         | A Civil Action                  | Jerome Facher              |       |
| Ed Harris             | The Truman Show                 | Christof                   |       |
| Geoffrey Rush         | Shakespeare in Love             | Philip Henslowe            |       |
| Billy Bob Thornton    | A Simple Plan                   | Jacob Mitchell             |       |
| 1999                  |                                 |                            |       |
| Michael Caine         | The Cider House Rules           | Dr. Wilbur Larch           |       |
| Tom Cruise            | Magnolia                        | Frank "T.J." Mackey        |       |
| Michael Clarke Duncan | The Green Mile                  | John Coffey                |       |
| Jude Law              | L'enginyós senyor Ripley        | Dickie Greenleaf           |       |
| Haley Joel Osment     | The Sixth Sense                 | Cole Sear                  |       |

### Dècada del 2000
| Any                    | Actor                                                    | Pel·lícula                | Paper |
| ---------------------- | -------------------------------------------------------- | ------------------------- | ----- |
| 2000                   |                                                          |                           |       |
| Benicio del Toro       | Traffic                                                  | Javier Rodriguez          |       |
| Jeff Bridges           | Candidata al poder                                       | President Jackson Evans   |       |
| Willem Dafoe           | L'ombra del vampir                                       | Max Schreck               |       |
| Albert Finney          | Erin Brockovich                                          | Edward L. Masry           |       |
| Joaquin Phoenix        | Gladiator                                                | Còmmode                   |       |
| 2001                   |                                                          |                           |       |
| Jim Broadbent          | Iris                                                     | John Bayley               |       |
| Ethan Hawke            | Training day: dia d'entrenament                          | Jake Hoyt                 |       |
| Ben Kingsley           | Sexy Beast                                               | Don Logan                 |       |
| Ian McKellen           | El Senyor dels Anells: La Germandat de l'Anell           | Gàndalf                   |       |
| Jon Voight             | Alí                                                      | Howard Cosell             |       |
| 2002                   |                                                          |                           |       |
| Chris Cooper           | Adaptation: el lladre d'orquídies                        | John Laroche              |       |
| Ed Harris              | The Hours                                                | Richard Brown             |       |
| Paul Newman            | Road to Perdition                                        | John Rooney               |       |
| John C. Reilly         | Chicago                                                  | Amos Hart                 |       |
| Christopher Walken     | Catch Me If You Can                                      | Frank Abagnale            |       |
| 2003                   |                                                          |                           |       |
| Tim Robbins            | Mystic River                                             | Dave Boyle                |       |
| Alec Baldwin           | The Cooler                                               | Shelly Kaplow             |       |
| Benicio del Toro       | 21 grams                                                 | Jack Jordan               |       |
| Djimon Hounsou         | In America                                               | Mateo                     |       |
| Ken Watanabe           | L'últim samurai                                          | Katsumoto                 |       |
| 2004                   |                                                          |                           |       |
| Morgan Freeman         | Million Dollar Baby                                      | Eddie "Scrap-Iron" Dupris |       |
| Alan Alda              | L'aviador                                                | Senador Owen Brewster     |       |
| Thomas Haden Church    | Entre copes                                              | Jack                      |       |
| Jamie Foxx             | Collateral                                               | Max Durocher              |       |
| Clive Owen             | Closer                                                   | Larry Gray                |       |
| 2005                   |                                                          |                           |       |
| George Clooney         | Syriana                                                  | Bob Barnes                |       |
| Matt Dillon            | Crash                                                    | Sergent John Ryan         |       |
| Paul Giamatti          | Cinderella Man                                           | Joe Gould                 |       |
| Jake Gyllenhaal        | Brokeback Mountain                                       | Jack Twist                |       |
| William Hurt           | Una història de violència                                | Richie Cusack             |       |
| 2006                   |                                                          |                           |       |
| Alan Arkin             | Petita Miss Sunshine                                     | Edwin Hoover              |       |
| Jackie Earle Haley     | Jocs secrets                                             | Ronald James McGorvey     |       |
| Djimon Hounsou         | Diamant de sang                                          | Solomon Vandy             |       |
| Eddie Murphy           | Dreamgirls                                               | James Early               |       |
| Mark Wahlberg          | Infiltrats                                               | Sergent Sean Dignam       |       |
| 2007                   |                                                          |                           |       |
| Javier Bardem          | No Country for Old Men                                   | Anton Chigurh             |       |
| Casey Affleck          | L'assassinat de Jesse James comès pel covard Robert Ford | Bob Ford                  |       |
| Philip Seymour Hoffman | La guerra d'en Charlie Wilson                            | Gust Avrakotos            |       |
| Hal Holbrook           | Enmig de la Natura                                       | Ron Franz                 |       |
| Tom Wilkinson          | Michael Clayton                                          | Arthur Edens              |       |
| 2008                   |                                                          |                           |       |
| Heath Ledger (pòstum)  | El cavaller fosc                                         | Joker                     |       |
| Josh Brolin            | Em dic Harvey Milk                                       | Dan White                 |       |
| Robert Downey Jr.      | Tropic Thunder                                           | Kirk Lazarus              |       |
| Philip Seymour Hoffman | Doubt                                                    | Pare Brendan Flynn        |       |
| Michael Shannon        | Revolutionary Road                                       | John Givings              |       |
| 2009                   |                                                          |                           |       |
| Christoph Waltz        | Maleïts malparits                                        | Coronel Hans Landa        |       |
| Matt Damon             | Invictus                                                 | François Pienaar          |       |
| Woody Harrelson        | The Messenger                                            | Capità Tony Stone         |       |
| Christopher Plummer    | L'última estació                                         | Lev Tolstoi               |       |
| Stanley Tucci          | The Lovely Bones                                         | George Harvey             |       |

### Dècada del 2010
| Any                    | Actor                                     | Pel·lícula                   | Paper |
| ---------------------- | ----------------------------------------- | ---------------------------- | ----- |
| 2010                   |                                           |                              |       |
| Christian Bale         | The Fighter                               | Dicky Eklund                 |       |
| John Hawkes            | Winter's Bone                             | Teardrop                     |       |
| Jeremy Renner          | The town: Ciutat de lladres               | James Jem Coughlin           |       |
| Mark Ruffalo           | Els nois estan bé                         | Paul                         |       |
| Geoffrey Rush          | El discurs del rei                        | Lionel Logue                 |       |
| 2011                   |                                           |                              |       |
| Christopher Plummer    | Beginners                                 | Hal                          |       |
| Kenneth Branagh        | La meva setmana amb Marilyn               | Laurence Olivier             |       |
| Jonah Hill             | Moneyball                                 | Peter Brand                  |       |
| Nick Nolte             | Warrior                                   | Paddy Conlon                 |       |
| Max von Sydow          | Tan fort i tan a prop                     | Llogater                     |       |
| 2012                   |                                           |                              |       |
| Christoph Waltz        | Django desencadenat                       | Dr. King Schultz             |       |
| Alan Arkin             | Argo                                      | Lester Siegel                |       |
| Robert De Niro         | La part positiva de les coses             | Pat Solitano                 |       |
| Philip Seymour Hoffman | The Master                                | Lancaster Dodd               |       |
| Tommy Lee Jones        | Lincoln                                   | Thaddeus Stevens             |       |
| 2013                   |                                           |                              |       |
| Jared Leto             | Dallas Buyers Club                        | Rayon                        |       |
| Barkhad Abdi           | Captain Phillips                          | Abduwali Muse                |       |
| Bradley Cooper         | American Hustle                           | Richard «Richie» DiMaso      |       |
| Michael Fassbender     | 12 anys d'esclavitud                      | Edwin Epps                   |       |
| Jonah Hill             | The Wolf of Wall Street                   | Donnie Azoff                 |       |
| 2014                   |                                           |                              |       |
| J. K. Simmons          | Whiplash                                  | Terrence Fletcher            |       |
| Robert Duvall          | The Judge                                 | Joseph Palmer                |       |
| Ethan Hawke            | Boyhood                                   | Mason Evans Sr.              |       |
| Edward Norton          | Birdman                                   | Mike Shiner                  |       |
| Mark Ruffalo           | Foxcatcher                                | Dave Schultz                 |       |
| 2015                   |                                           |                              |       |
| Mark Rylance           | Bridge of Spies                           | Rudolf Abel                  |       |
| Christian Bale         | The Big Short                             | Michael Burry                |       |
| Tom Hardy              | The Revenant                              | John Fitzgerald              |       |
| Mark Ruffalo           | Spotlight                                 | Michael Rezendes             |       |
| Sylvester Stallone     | Creed                                     | Rocky Balboa                 |       |
| 2016                   |                                           |                              |       |
| Mahershala Ali         | Moonlight                                 | Juan                         |       |
| Jeff Bridges           | Comancheria                               | Marcus Hamilton              |       |
| Lucas Hedges           | Manchester by the Sea                     | Patrick Chandler             |       |
| Dev Patel              | Lion                                      | Saroo Brierley               |       |
| Michael Shannon        | Nocturnal Animals                         | Detectiu Bobby Andes         |       |
| 2017                   |                                           |                              |       |
| Sam Rockwell           | Three Billboards Outside Ebbing, Missouri | Oficial Jason Dixon          |       |
| Willem Dafoe           | The Florida Project                       | Bobby Hicks                  |       |
| Woody Harrelson        | Three Billboards Outside Ebbing, Missouri | Xèrif William Willoughby     |       |
| Richard Jenkins        | The Shape of Water                        | Giles                        |       |
| Christopher Plummer    | All the Money in the World                | Jean Paul Getty              |       |
| 2018                   |                                           |                              |       |
| Mahershala Ali         | Green Book                                | Oficial Jason Dixon          |       |
| Adam Driver            | BlacKkKlansman                            | Det. Philip «Flip» Zimmerman |       |
| Sam Elliott            | A Star Is Born                            | Bobby Maine                  |       |
| Richard E. Grant       | Can You Ever Forgive Me?                  | Jack Hock                    |       |
| Sam Rockwell           | All the Money in the World                | George W. Bush               |       |
| 2019                   |                                           |                              |       |
| Brad Pitt              | Once Upon a Time in Hollywood             | Cliff Booth                  |       |
| Tom Hanks              | A Beautiful Day in the Neighborhood       | Fred Rogers                  |       |
| Anthony Hopkins        | The Two Popes                             | Benet XVI                    |       |
| Al Pacino              | The Irishman                              | Jimmy Hoffa                  |       |
| Joe Pesci              | The Irishman                              | Russell Bufalino             |       |

### Dècada del 2020
| Any               | Actor                       | Pel·lícula               | Paper |
| ----------------- | --------------------------- | ------------------------ | ----- |
| 2020              |                             |                          |       |
| Daniel Kaluuya    | Judas and the Black Messiah | Fred Hampton             |       |
| Sacha Baron Cohen | The Trial of the Chicago 7  | Abbie Hoffman            |       |
| Leslie Odom Jr.   | One Night in Miami          | Sam Cooke                |       |
| Paul Raci         | Sound of Metal              | Joe                      |       |
| Lakeith Stanfield | Judas and the Black Messiah | William «Bill» O'Neal    |       |
| 2021              |                             |                          |       |
| Troy Kotsur       | CODA                        | Frank Rossi              |       |
| Ciarán Hinds      | Belfast                     | Pop                      |       |
| Jesse Plemons     | The Power of the Dog        | George Burbank           |       |
| J. K. Simmons     | Being the Ricardos          | William Frawley          |       |
| Kodi Smit-McPhee  | The Power of the Dog        | Peter Gordon             |       |
| 2022              |                             |                          |       |
| Ke Huy Quan       | Tot a la vegada a tot arreu | Waymond Wang             |       |
| Brendan Gleeson   | The Banshees of Inisherin   | Colm Doherty             |       |
| Brian Tyree Henry | Causeway                    | James Aucoin             |       |
| Judd Hirsch       | The Fabelmans               | Boris Schildkraut        |       |
| Barry Keoghan     | The Banshees of Inisherin   | Dominic Kearney          |       |
| 2023              |                             |                          |       |
| Robert Downey Jr  | Oppenheimer                 | Lewis Strauss            |       |
| Sterling K. Brown | American Fiction            | Clifford "Cliff" Ellison |       |
| Robert De Niro    | Killers of the Flower Moon  | William King Hale        |       |
| Ryan Gosling      | Barbie                      | Ken                      |       |
| Mark Ruffalo      | Poor Things                 | Duncan Wedderburn        |       |

## Superlatius
| Superlatiu                      | Millor actor | Millor actor                   | Millor actor secundari | Millor actor secundari                                    | En conjunt | En conjunt                                     |
| ------------------------------- | ------------ | ------------------------------ | ---------------------- | --------------------------------------------------------- | ---------- | ---------------------------------------------- |
| Més premis                      | 3            | Daniel Day-Lewis               | 3                      | Walter Brennan                                            | 3          | Walter Brennan Jack Nicholson Daniel Day-Lewis |
| Més nominacions                 | 9            | Spencer Tracy Laurence Olivier | 4                      | Walter Brennan Claude Rains Arthur Kennedy Jack Nicholson | 12         | Jack Nicholson                                 |
| Més nominacions (sense guanyar) | 8            | Peter O'Toole                  | 4                      | Claude Rains Arthur Kennedy Robert Duvall Jeff Bridges    | 8          | Peter O'Toole                                  |
| Guanyador de més edat           | 76           | Henry Fonda                    | 82                     | Christopher Plummer                                       | 82         | Christopher Plummer                            |
| Nominat de més edat             | 79           | Richard Farnsworth             | 82                     | Christopher Plummer                                       | 88         | Hal Holbrook                                   |
| Guanyador més jove              | 29           | Adrien Brody                   | 20                     | Timothy Hutton                                            | 20         | Timothy Hutton                                 |
| Nominat més jove                | 9            | Jackie Cooper                  | 8                      | Justin Henry                                              | 8          | Justin Henry                                   |

### Els més guardonats
Actors amb més premis Oscar:
| Núm. | Actor/s |
| ---- | --- |
| 3    | Walter Brennan                                                                                              |
| 2    | Mahershala Ali, Michael Caine, Melvyn Douglas, Anthony Quinn, Jason Robards, Peter Ustinov, Christoph Waltz |

### Els més nominats
Actors amb més nominacions:
| Núm. | Actor/s |
| ---- | --- |
| 4    | Walter Brennan, Robert Duvall, Jeff Bridges, Jack Nicholson, Arthur Kennedy, Al Pacino, Claude Rains |
| 3    | Charles Bickford, Charles Coburn, Willem Dafoe, Gene Hackman, Ed Harris, Philip Seymour Hoffman, Tommy Lee Jones, Martin Landau, Jack Palance, Joe Pesci, Christopher Plummer, Jason Robards, Mark Ruffalo, Peter Ustinov, Gig Young |
| 2    | Eddie Albert, Mahershala Ali, Alan Arkin, Christian Bale, Michael Caine, Lee J. Cobb, Robert De Niro, Melvyn Douglas, Charles Durning, Peter Falk, Morgan Freeman, Vincent Gardenia, John Gielgud, Hugh Griffith, Alec Guinness, Edmund Gwenn, Woody Harrelson, Ethan Hawke, Jonah Hill, Djimon Hounsou, Walter Huston, Cecil Kellaway, Ben Kingsley, John Lithgow, Karl Malden, John Malkovich, James Mason, Burgess Meredith, Sal Mineo, Thomas Mitchell, J. Carrol Naish, Edward Norton, Edmond O'Brien, Arthur O'Connell, Brad Pitt, Anthony Quinn, Basil Rathbone, Ralph Richardson, Sam Rockwell, Mickey Rooney, Geoffrey Rush, George C. Scott, Michael Shannon, J. K. Simmons, Akim Tamiroff, Benicio del Toro, Christopher Walken, Christoph Waltz, Jack Warden, Denzel Washington, Clifton Webb |

## Nacionalitats dels guanyadors
| Nacionalitat  | Guanyadors | % Guanyadors |
| ------------- | ---------- | ------------ |
| Estatunidenca | 53         | 69%          |
| Britànica     | 14         | 17,5%        |
| Altres        | 12         | 13,5%        |
| Total         | 79         | 100%         |